# Țârculești
Țârculești – wieś w Rumunii, w okręgu Gorj, w gminie Dănești. W 2011 roku liczyła 222 mieszkańców.